# Johann Abraham von den Steinen
Johann Abraham von den Steinen (* 18. Februar 1781; † 14. Mai 1849 in Cronenberg) war Gutsbesitzer, Kaufmann und der erste Bürgermeister der seinerzeit selbständigen Stadt Bürgermeisterei Kronenberg, heute ein Stadtteil von Wuppertal.

## Leben
Von den Steinen war Sohn eines Kaufmanns und übte zunächst auch diesen Beruf aus. 1808 wurde er Stadtdirektor („Munizipalitätsdirektor“), anschließend „Maire“ und schließlich Bürgermeister. 1834 legte er sein Amt nieder. 1833, 1837 und 1841 vertrat er den Städteverband, dem Kronenberg angehörte, im rheinischen Provinziallandtag als einer von 25 Abgeordneten, die der Stand der Städte insgesamt stellte. Er setzte sich für Schutzzölle zugunsten der Eisen herstellenden Industrie und eine Verkürzung der Militärdienstzeit ein.
Von den Steinen starb an einem Schlaganfall, als in den Wirren der Revolution von 1848/49 Teilnehmer des Elberfelder Aufstands sein Haus nach dem Elberfelder Oberbürgermeister Johann Adolf von Carnap durchsuchten.